# Oligoaeschna petalura
Oligoaeschna petalura – gatunek ważki z rodziny żagnicowatych (Aeshnidae).